# Guillaume-Affäre

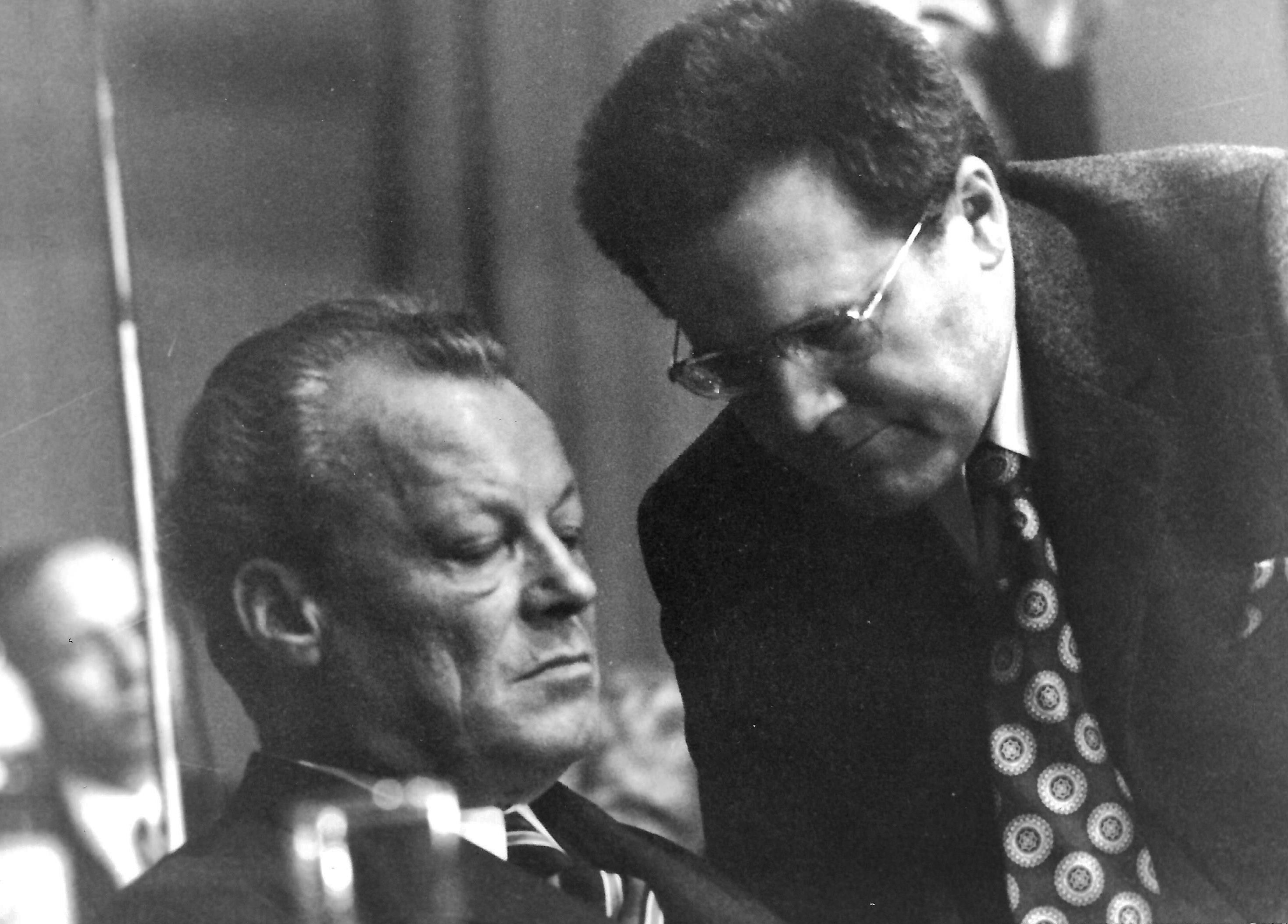
Brandt und Guillaume in Düsseldorf

Die Guillaume-Affäre ist der politisch bedeutsamste Spionagefall der deutsch-deutschen Geschichte. Am 24. April 1974 wurde Günter Guillaume, einer der engsten Mitarbeiter des Bundeskanzlers Willy Brandt, als DDR-Agent des Ministeriums für Staatssicherheit (MfS, auch: Stasi) enttarnt. Brandt übernahm die politische Verantwortung und trat am 7. Mai 1974 von seinem Amt als Bundeskanzler zurück. Es gilt als wahrscheinlich, dass die Guillaume-Affäre nicht der alleinige Grund für den Rücktritt war, zumal die von Guillaume in die DDR übermittelten Informationen offenbar nicht allzu sicherheitsrelevant waren. Mit Günter Guillaume wurde auch seine mit ihm nachrichtendienstlich zusammenarbeitende Ehefrau Christel Guillaume als Agentin enttarnt.

## Spionagetätigkeit
Im Auftrag der Hauptverwaltung A (HVA) des MfS reiste Guillaume als „Offizier im besonderen Einsatz“ (OibE) 1956 in die Bundesrepublik ein. Der Mitarbeiter des MfS und Offizier der Nationalen Volksarmee (NVA) gab dabei vor, Flüchtling zu sein. Von Beginn an war er auf die Parteiarbeit in der SPD angesetzt und profilierte sich dabei im eher konservativen Flügel in Frankfurt am Main. 1970 gelangte Guillaume als Mitarbeiter ins Bundeskanzleramt und wurde im Oktober 1972 persönlicher Referent des Bundeskanzlers in Parteiangelegenheiten. In dieser Funktion hatte er unter anderem die Parteitermine Brandts, der neben der Kanzlerschaft auch den Parteivorsitz der SPD innehatte, zu organisieren sowie den Schriftverkehr mit Parteigliederungen und Mitgliedern zu führen. Guillaume gehörte damit zum engsten Mitarbeiterkreis Brandts und war einer der wenigen, die den Kanzler auch privat und im Urlaub begleiteten.

## Enttarnung

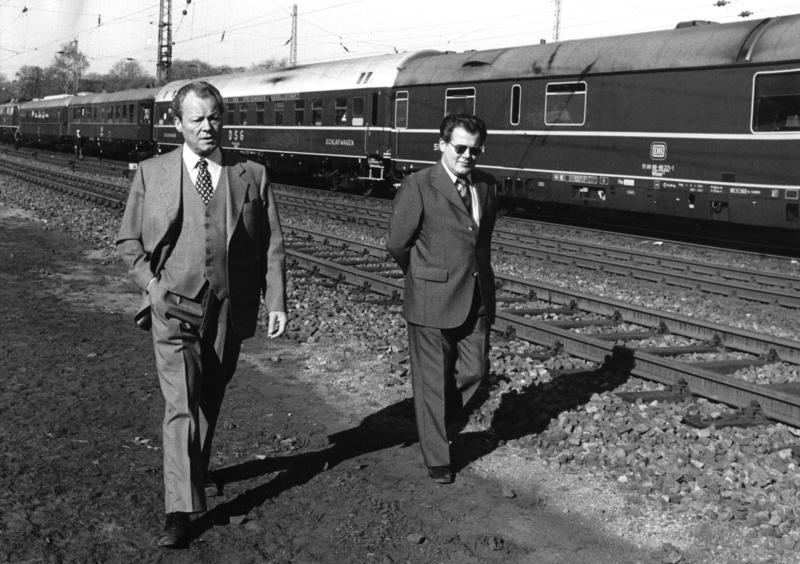
Guillaume mit Willy Brandt auf einer Wahlkampfreise in Niedersachsen, 1974

Zur Enttarnung Guillaumes kam es auf Grund von Glückwünschen, die die HVA dem Ehepaar Guillaume in den fünfziger Jahren hat zukommen lassen. Am 1. Februar 1956 waren über Agentenfunk Geburtstagsgrüße an „Georg“, am 6. Oktober 1956 Geburtstagsgrüße an „Chr.“ und Mitte April 1957 die Nachricht: „Glückwunsch zum zweiten Mann!“ (damit war sein neu geborener Sohn Pierre gemeint) gesendet worden. Der Bundesnachrichtendienst (BND) konnte diese Funksprüche dechiffrieren und archivierte sie. Aufgrund dieser Aufzeichnungen wurde später die Identität Guillaumes zweifelsfrei festgestellt und damit auch seine frühere Tätigkeit für die HVA. Im Februar 1973 war Oberamtsrat Heinrich Schoregge vom Kölner Bundesamt für Verfassungsschutz (BfV) mit drei Spionagefällen beschäftigt, in die Guillaume verwickelt war. Ein Kollege berichtete ihm von den 17 Jahre alten Funksprüchen, er überprüfte die Daten und konnte sie dem Ehepaar Guillaume zuordnen. Schoregge erstattete Meldung, woraufhin ihm die „vorsichtige Observation der Eheleute […] geraten“ wurde. Bemerkenswert an der Aufspürung Guillaumes in den 1970er Jahren ist, dass er dem BND frühzeitig als potentieller Agent bekannt war: Ein im damaligen Ost-Berliner Verlag Volk und Wissen tätiger früherer Wehrmacht-Unteroffizier hatte den BND schon 1954 auf Guillaume aufmerksam gemacht. Danach übersandte dieser Zuträger dem BND Informationen über die Beauftragung Guillaumes durch diesen Verlag, in die Bundesrepublik einzureisen „mit dem Zweck, Einfluss in Verlagen, Druckereien und Personen zu gewinnen, um sie dann östlich zu infiltrieren“. 1956 siedelte Guillaume in die Bundesrepublik über, wo er ab 1964 in der SPD als Funktionär Karriere machte; vergeblich warnte der BND das Kanzleramt 1969 vor der Einstellung des sich dort bewerbenden Guillaume.
Am 29. Mai 1973 sprach der Präsident des Bundesamts für Verfassungsschutz, Günther Nollau, gegenüber dem damaligen Innenminister Hans-Dietrich Genscher erstmals den Spionageverdacht gegen Guillaume an. Genscher unterrichtete daraufhin den Kanzler und gab an ihn weiter, wozu Nollau geraten hatte, nämlich Guillaume vorerst in seiner Position zu belassen, um ihn zu observieren, sich ein Bild über das Ausmaß seines Verrats zu machen und weiteres Material zu sammeln. Guillaume sollte dazu die Familie Brandt im Juli 1973 in den Urlaub nach Norwegen begleiten, denn Bundesnachrichtendienst und Verfassungsschutz trachteten danach, ihn auf frischer Tat zu ertappen. Der Deutsche Bundeskanzler als Lockvogel: Diese Strategie durchschaute Brandt nicht. („Ich Rindvieh hätte mich nie auf den Rat eines anderen Rindviehs einlassen dürfen.“) Er stimmte im Gegenteil diesem Vorgehen zu und informierte nur seinen Büroleiter Reinhard Wilke und den Chef des Kanzleramts, Horst Grabert. Weder Egon Bahr als Brandts engster Berater noch Horst Ehmke, der als Graberts Vorgänger Guillaume eingestellt hatte, wurden über den Verdacht unterrichtet. Wegen der sich lange hinziehenden Ermittlungen verblieb Guillaume unbehelligt in der unmittelbaren Nähe Brandts. Dieser erkundigte sich in der Folgezeit zwar regelmäßig nach dem Stand der Ermittlungen, erhielt jedoch stets die Antwort, man habe noch nichts Neues herausfinden können, was ihn die Option als plausibel erscheinen ließ, die Angelegenheit werde sich absehbar erübrigen.
Erst am 1. März 1974 suchten Nollau und Genscher den Kanzler auf. Nollau berichtete über die Ermittlungen gegen Guillaume und kündigte eine Verhaftung Guillaumes für die nächsten zwei bis drei Wochen an. Da gerichtsverwertbare Beweise immer noch nicht vorlagen, schlug Nollau vor, das gesammelte Material dem Generalbundesanwalt zu übergeben, damit dieser über eine förmliche Verfahrenseröffnung entscheide. In den folgenden Wochen lag der Fokus der Ermittlungen der Generalbundesanwaltschaft darauf, den vermuteten Spion offensiv zu beschatten, um endlich Beweise zu erhalten und um ihn zu Fehlern zu provozieren.
Am 24. April 1974 wurden Guillaume und seine Frau festgenommen. Bei seiner Verhaftung sagte Guillaume: „Ich bin Offizier der Nationalen Volksarmee der DDR und Mitarbeiter des Ministeriums für Staatssicherheit. Ich bitte, meine Offiziersehre zu respektieren“, schwieg aber während des restlichen Verfahrens, weil ihm die gewünschte persönliche Aussprache mit dem menschlich schwer getroffenen Bundeskanzler Brandt nicht zugebilligt wurde. Wegen schweren Landesverrats wurden 1975 Guillaume zu 13 und seine Frau zu 8 Jahren Freiheitsstrafe verurteilt, die sie auf Grund eines Agentenaustausches zwischen der DDR und der Bundesrepublik im Jahr 1981 nicht vollständig verbüßten.
Nach dem Ende der DDR und der Entschlüsselung von Datenträgern der HVA stellte sich heraus, dass der Informationswert von Guillaumes Berichten relativ gering war. Die Hälfte betraf SPD-Parteiinterna, ein knappes Viertel Gewerkschaftsfragen. Nur ein gutes Viertel befasste sich mit Regierungspolitik. Von den brisanten Papieren, die Guillaume nach eigener Aussage während des gemeinsamen Norwegen-Urlaubs mit Brandt dem Ministerium für Staatssicherheit angeblich übermittelte, ist in der Datenbank keines verzeichnet. Der geringe Wert der Quelle „Hansen“ zeigt sich auch darin, dass von neunzehn benoteten Informationen vierzehn mit „3“ („mittlerer Wert“) bewertet wurden. Nur fünf erhielten die Note „2“ („wertvoll“) und keine einzige die Note „1“ („sehr wertvoll“).

## Rücktritt des Bundeskanzlers

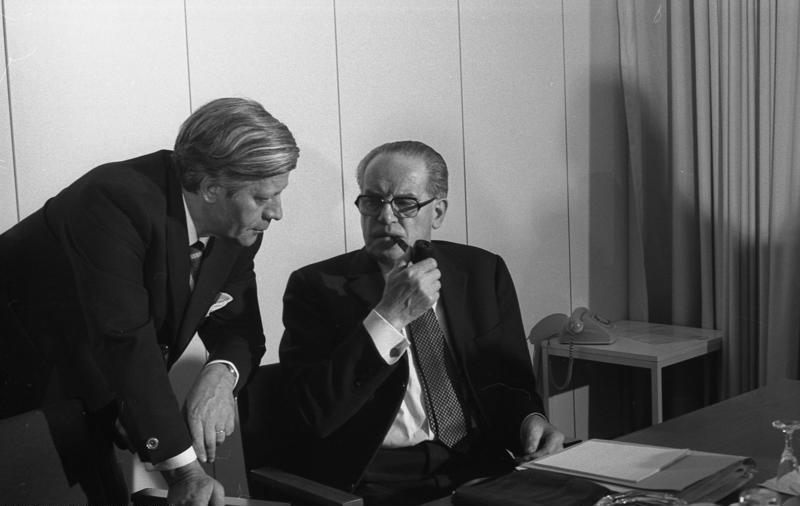
Helmut Schmidt im Gespräch mit Herbert Wehner am 8. Mai 1974

Am 1. Mai 1974 erhielt Brandt von Klaus Kinkel, dem persönlichen Referenten des Innenministers Genscher, ein Dossier des Chefs des Bundeskriminalamtes, Horst Herold. In diesem Dokument waren die im Zuge der Ermittlungen gegen Guillaume protokollierten Aussagen der Sicherheitsbeamten zu Brandts Privatleben zusammengestellt. Dies beinhaltete auch Aussagen zu Brandts Alkoholkonsum und sexuellen Affären. Guillaume soll sogar derjenige gewesen sein, der Brandt „Frauen zugeführt“ habe. Brandts Umfeld fürchtete, dass diese Details, von denen die ersten offenbar bereits an die Medien weitergegeben worden waren, im nächsten Wahlkampf (der dann 1976 stattfand) vom politischen Gegner für eine Medienkampagne genutzt würden. Herold und Nollau sahen zudem das Risiko einer Erpressbarkeit der Bundesregierung mittels gezielter Indiskretion und Preisgabe pikanter Details durch die DDR. In einem persönlichen Gespräch riet Nollau Herbert Wehner, Brandt zum Rücktritt zu bewegen.
Am Abend des 4. Mai 1974 kam es in Bad Münstereifel am Rande der turnusmäßigen Beratungen zwischen SPD und Gewerkschaften im Haus Münstereifel zu einem einstündigen Gespräch zwischen Brandt und Wehner. Vermutlich weil Wehner nicht ausdrücklich vom Rücktritt abriet, entschloss sich Brandt zur Demission. Möglicherweise kam aber auch der innere Führungszirkel der SPD – und hier vor allem Wehner – zu dem Schluss, dass dem durch Depressionen, Krankheit und Alkoholprobleme geschwächten Brandt die Kraft fehlte, die zu erwartende Medienkampagne durchzustehen. Wahrscheinlich haben dabei auch die vermeintlich besseren Erfolgsaussichten der SPD im bevorstehenden Wahlkampf mit einem neuen, unbelasteten Kanzler eine Rolle gespielt. Wehner behauptete später, er habe Brandt versichert, er werde sich im Zweifelsfalle für ihn „zerreißen“ lassen, wenn Brandt sich dafür entscheide, die Sache durchzustehen. Brandt hingegen stellte es so dar, dass ihm die entscheidende Unterstützung Wehners, Helmut Schmidts und anderer versagt geblieben sei. Den letzten Ausschlag habe am Morgen die Äußerung seiner Frau Rut Brandt, einer müsse schließlich die Verantwortung übernehmen, gegeben.
Am Morgen des 5. Mai 1974 verkündete Brandt den in Bad Münstereifel anwesenden Spitzenpolitikern der SPD seine Entscheidung, zurückzutreten. Ein entsprechendes Schreiben ließ er am Abend des 6. Mai durch den Kanzleramtschef Horst Grabert dem in Hamburg weilenden Bundespräsidenten Gustav Heinemann überbringen. Brandt übernahm damit auch die politische Verantwortung für die nachträglich als Fahrlässigkeit beurteilte Entscheidung, Guillaume nicht gleich zu verhaften. In seinem nicht für die Öffentlichkeit bestimmten Begleitschreiben zur Rücktrittserklärung schrieb Brandt: „Ich bleibe in der Politik, aber die jetzige Last muss ich loswerden.“ Am 7. Mai 1974 wurde der Rücktritt Brandts um 0 Uhr vom NDR bekannt gegeben. Die Nachrichtensendungen des Fernsehens zeigten am folgenden Tag eine Szene, die sich nachhaltig im kollektiven Gedächtnis etablieren sollte: In der Fraktionssitzung legt Wehner einen großen Blumenstrauß auf den Platz Brandts, der weinende Egon Bahr vergräbt sein Gesicht in den Händen.
Helmut Schmidt sagte später (im Interview bei Reinhold Beckmann), Brandts Depressionen seien der Hauptgrund für den Rücktritt gewesen. Er (Schmidt) habe „Schiss“ gehabt (wörtlich), das Amt des Bundeskanzlers zu bekleiden; er habe Brandt angeschrien, ihm gesagt, dass diese Affäre überhaupt kein Grund zum Rücktritt sei.

## Politische Folgen
Die Guillaume-Affäre fiel in die Zeit kurz nach Unterzeichnung des Grundlagenvertrages, Brandts Rücktritt erfolgte fünf Tage nach Eröffnung der Ständigen Vertretung der Bundesrepublik in der DDR. Auch wenn die offizielle Stellungnahme der DDR-Regierung, man habe Guillaume im Zuge der Entspannungspolitik bereits „abgeschaltet“, bezweifelt werden muss, lag der Sturz Brandts nicht im Interesse der DDR, die Brandts Ost-Politik unterstützte. Laut Darstellung von Markus Wolf, dem ehemaligen Chef der Hauptverwaltung A, war der Sturz Brandts auch zu keinem früheren Zeitpunkt beabsichtigt gewesen und wurde von der Stasi als eine große Panne betrachtet.
Im Nachgang von Brandts Rücktritt kam es zu intensiven inoffiziellen Kontakten zwischen den Regierungen der Bundesrepublik und der DDR mit dem Ziel der Schadensbegrenzung. Tatsächlich signalisierte die westdeutsche Regierung dabei der ostdeutschen, man sei zur Fortsetzung der Normalisierungspolitik bereit, sofern „künftig von den Nachrichtendiensten gewisse Grenzen eingehalten würden“, und warnte vor den „schwerwiegenden Belastungen für die zwischenstaatlichen Beziehungen“, falls nicht dafür Sorge getragen würde, dass Derartiges künftig unterbliebe.
Wehner soll Schmidt mit dem Satz „Helmut, Du musst das jetzt machen“ zur Kanzlerschaft aufgefordert haben. Schmidt will von dem Ansinnen, ihn zum Kanzler zu machen, überrascht gewesen sein und sich nur widerstrebend und aus Pflichtgefühl der Aufgabe gestellt haben. Nach seiner Nominierung durch die SPD wurde Schmidt am 16. Mai 1974 zum Bundeskanzler gewählt. Brandt blieb noch bis 1987 Parteivorsitzender der SPD. 1994 erschienen posthum Brandts „Notizen zum Fall G“, in denen er unter anderem mit Wehner abrechnet.

## Zitate
In der Begründung seines Rücktritts im Fernsehen am 8. Mai 1974 sagte Brandt unter anderem:

„Was immer mir an Ratschlägen gegeben worden war, ich hätte nicht zulassen dürfen, dass während meines Urlaubs in Norwegen im Sommer vergangenen Jahres auch geheime Papiere durch die Hände des Agenten gegangen sind. Es ist und bleibt grotesk, einen deutschen Bundeskanzler für erpressbar zu halten. Ich bin es jedenfalls nicht.“

Zu einem späteren Zeitpunkt erklärte Brandt vor laufender Fernsehkamera:

„In Wahrheit war ich kaputt, aus Gründen, die gar nichts mit dem Vorgang zu tun hatten, um den es damals ging.“

In einem NDR-Interview vom 29. Oktober 1979 antwortete Herbert Wehner auf die Frage, ob er den Rücktritt für notwendig gehalten habe:

„Ich habe nichts für notwendig gehalten. Ich habe Willy Brandt am 6. Mai 1974 früh, als er in einem engen Kreis der Koalition gesagt hat, daß er sich entschlossen habe zurückzutreten, wegen des Vorgangs mit diesem Guillaume wegen Fahrlässigkeiten, die vorgekommen seien, habe ich zu denen gehört – übrigens keiner der anderen war einverstanden, auch weder die drei von der FDP noch der zweite von der SPD – außer mir – von Brandt rede ich, der war einer von uns dreien. Ich habe damals erklärt, es gibt keinen Grund für seinen Rücktritt, aber – und dann habe ich gesagt: Es gibt Grund, daß der Soundso aufgrund der Verantwortung, die er während der fraglichen Wochen gehabt hat, geht. Kein Minister, sondern ein Staatssekretär, nicht weil ich dachte, lieber ein Staatssekretär, sondern wer die Verantwortung dafür hatte, die Verantwortung dafür, daß Texte verschlüsselt und entschlüsselt durch die Hände von einem Menschen gingen, der sonst nie damit zu tun gehabt hätte. Und das andere sage ich, das muß man, muß wieder ein anderer entscheiden, es sind alles nicht Kanzlerentscheidungen. Wie das war mit den Oberservationen und der Auswertung der Observationen, die von einem bestimmten Zeitpunkt an gewesen sind. Das war meine Erklärung. Ich habe erklärt, es gibt keine Notwendigkeit dafür, daß der Bundeskanzler Willy Brandt dafür, was als Fahrlässigkeiten bezeichnet worden ist, zurücktritt. Es gab eine Bedenk- und Besprechzeit bis zum Abend dieses Tages, und am Abend hat er dann erklärt, er bleibt doch bei diesem Entschluß.“

Wibke Bruhns sagte über einen Abend mit dem Kanzler vier Tage vor seinem Rücktritt:
Matthias Brandt, Willy Brandts Sohn, der in dem ARD-Dokudrama Im Schatten der Macht die Rolle von Guillaume spielte, erklärte:

„Ich fand es interessant, dass man über Guillaume eigentlich nicht so viel weiß. […] Mich hat die Doppelloyalität Guillaumes zu meinem Vater auf der einen und zur DDR auf der anderen Seite fasziniert.“

Günter Gaus, der Ständige Vertreter der Bundesrepublik in Ostberlin, äußerte sich folgendermaßen:

„Als Guillaume enttarnt und festgenommen worden war, habe ich auf Weisung des Bundeskanzlers meine nächste Verhandlungsrunde mit Kurt Nier abgesagt. Wir wollten deutlich machen, dass dies nicht die Art ist, wie die Bundesrepublik mit sich umgehen lassen will. Aber es bestand Einmütigkeit in der Koalition darüber, dass diese Enttarnung eines Spions im Kanzleramt die sachliche Richtigkeit der Politik nicht veränderte.“

## Filme
- ARD-Spielfilm Im Schatten der Macht von Regisseur Oliver Storz mit Michael Mendl als Willy Brandt, Jürgen Hentsch als Herbert Wehner, Dieter Pfaff als Hans-Dietrich Genscher sowie Matthias Brandt als Günter Guillaume. Gezeigt werden vor allem die letzten 14 Tage von Brandts Kanzlerschaft, also der Höhepunkt der Guillaume-Affäre. Das Dokudrama ist teilweise fiktiv. Da bestimmte Details nicht zu rekonstruieren gewesen seien, habe man – so der ARD-Infotext – zeigen wollen, wie es (etwa im persönlichen Gespräch Brandt-Wehner) gewesen sein könnte.
- Marius Möller: Das Doppelleben der Spionin Christel Guillaume | Die Spioninnen – im Auftrag der DDR. Von WDR
- Guido Knopp, Nina Steinhauser: Der Kanzlerspion in der ZDF-Reihe: Top-Spione (6-teilig), Dokumentation, 1994.[19]